# Ceratesa
Ceratesa é um gênero de mariposa pertencente à família Saturniidae.